# Desa Singgahan (administrativ by i Indonesien, lat -7,87, long 111,65)
Desa Singgahan är en administrativ by i Indonesien.   Den ligger i provinsen Jawa Timur, i den västra delen av landet, 600 km öster om huvudstaden Jakarta.